# Нитрид германия(II)
Нитрид германия(II) — бинарное неорганическое соединение металла германия и азота с формулой Ge3N2, чёрные кристаллы.

## Получение
- Разложение имида германия:

{\displaystyle {\mathsf {3GeNH\ {\xrightarrow {800-950^{o}C}}\ Ge_{3}N_{2}+NH_{3}}}}
- Пропускание азота над металлическим германием:

{\displaystyle {\mathsf {3Ge+N_{2}\ {\xrightarrow {800-950^{o}C}}\ Ge_{3}N_{2}}}}

## Физические свойства
Нитрид германия(IV) образует чёрные кристаллы, которые сублимируют при 650°С.